# 五坝山墓群
五坝山墓群，位于中国甘肃省武威市凉州区，2013年3月5日公布为第七批全国重点文物保护单位，类型为古墓葬。
五坝山墓群的历史年代为新石器时代、汉、晋。